# Felino Jardim
Felino Jardim (Rotterdam, 10 augustus 1985) is een Nederlands voetballer die als middenvelder speelt.

## Statistieken
| Seizoen        | Club               | Land      | Competitie          | Wed. | Goals |
| -------------- | ------------------ | --------- | ------------------- | ---- | ----- |
| 2005/06        | RKC Waalwijk       | Nederland | Eredivisie          | 0    | 0     |
| 2006/07        | Sparta Rotterdam   | Nederland | Eredivisie          | 0    | 0     |
| 2007/08        | Sparta Rotterdam   | Nederland | Eredivisie          | 0    | 0     |
| 2008/09        | Cambridge United   | Engeland  | Conference National | 22   | 2     |
| 2009/10        | RBC Roosendaal     | Nederland | Eerste divisie      | 24   | 0     |
| 2010/11        | RBC Roosendaal     | Nederland | Eerste divisie      | 10   | 2     |
| 2011/12        | Newport County AFC | engeland  | Conference National | 8    | 0     |
| Totaal         | Totaal             | Totaal    | Totaal              | 64   | 4     |
| Bijgewerkt tot | 1 september 2010   |           |                     |      |       |